# Sergej Kosorotov
Sergej Mark Sergejevitj Kosorotov (ryska: Сергей Марк Сергеевич Косоротов), född 16 juni 1999, är en rysk handbollsspelare som spelar för Telekom Veszprém och det ryska landslaget. Han är högerhänt och spelar som vänsternia.

## Meriter
- Polsk Cupmästare: 2022, 2023
- Rysk mästare: 2018, 2019, 2020, 2021
- Rysk Cupmästare: 2018, 2019, 2020, 2021
- EHF European League:  Bronsmedaljör 2022